# Eloy d'Amerval
Eloy d'Amerval (Béthune, 1455 – 1508) è stato uno scrittore francese.
Fu autore del poema Le livre de la diablerie (1508), incentrato su un dialogo tra Martin Lutero e Satana.